# هنر انقلاب اسلامی

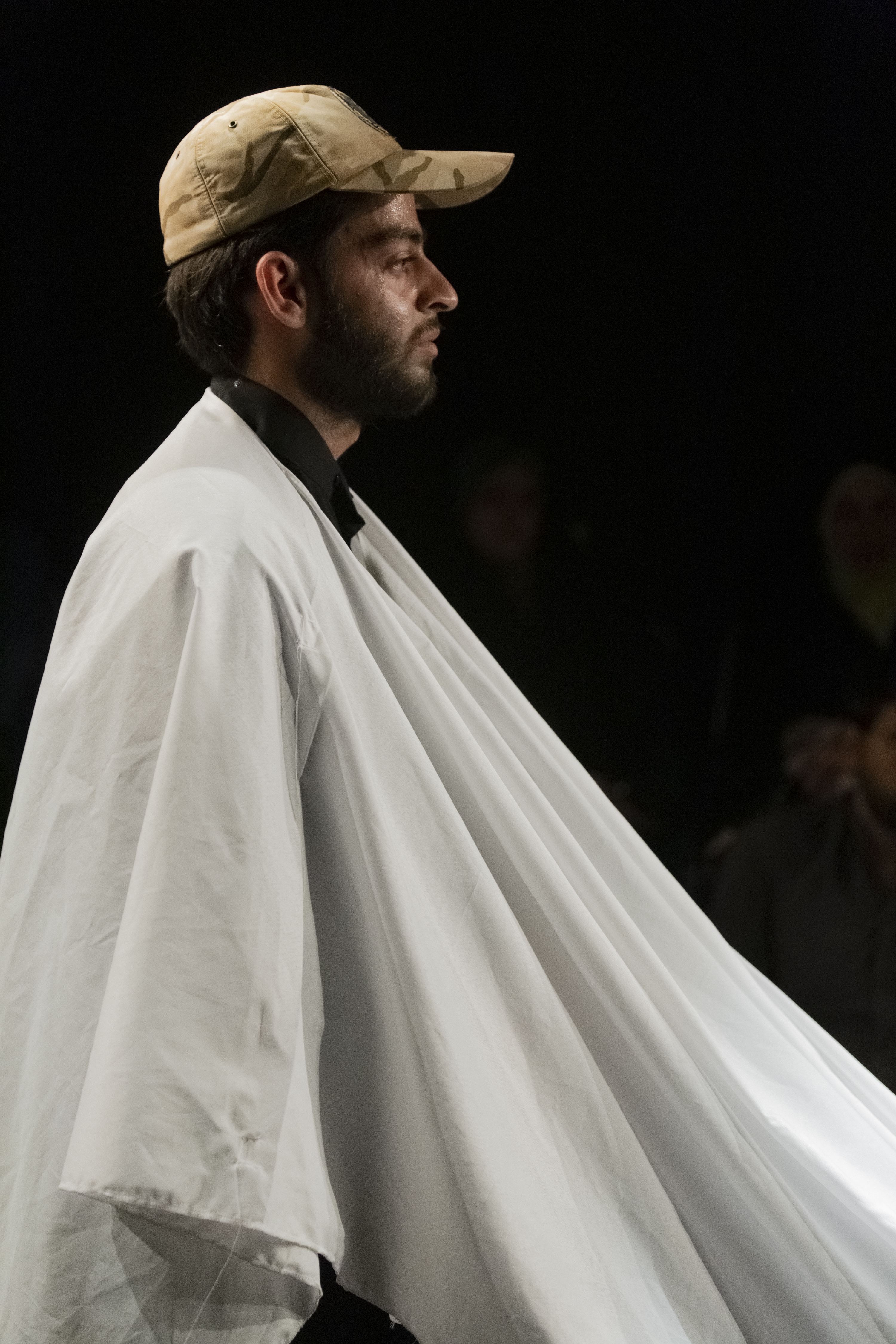
یک تئاتر با موضوع حوادث بعد از انقلاب ایران از جمله جنگ ایران و عراق، اجرا شده در شهر قم

هنر انقلاب اسلامی یا هنر متعهد، هنری است که مقارن با انقلاب ۱۳۵۷ ایران شکل گرفت و متأثر از اندیشه‌های کسانی همچون جلال آل احمد، علی شریعتی، سید روح‌الله خمینی و تجارب نهضت‌های ضد استعماری و چپ گرا بود. این هنر طی دهه شصت و با بروز جنگ ایران و عراق با هنر موسوم به هنر دفاع مقدس آمیخته شد.

## رویکرد
از نظر سید روح‌الله خمینی، «هنر، دمیدن روح تعهد است در کالبد انسانها» و می‌گوید «هنری زیبا و پاک است که کوبنده سرمایه داری و کمونیسم خون‌آشام و نابودکننده اسلام رفاه و تجمل، اسلام التقاط، اسلام سازش و فرومایگی و اسلام مرفهین بی‌درد، و در یک کلمه اسلام آمریکایی باشد».

## شکل گیری
به موازات «هنرهای مردمی» که در شوروی، چین، کوبا و مکزیک در هنگام انقلاب شکل گرفت، هنرمندان هوادار تغییر سیاسی در کشور نیز در سال‌های منتهی به انقلاب اسلامی ۱۳۵۷ اقدام به آفرینش پوسترها، دیوارنگاری‌ها، و غیره در جهت انقلاب بودند پرداختند. هنرمندانی چون آراپیک باغداساریان و هانیبال الخاص از جمله هنرمندانی بودند که در کارهای آن روزهای خود یا به آشکارا به مخالفت با حکومت شاه می‌پرداختند یا اندوه مردم در مرگ مبارزان و کشته‌شدگان خیابان را به تصویر می‌کشیدند. هنرمندانی چون نیکزاد نجومی با الهام از انقلابیون مکزیک، به خلق آثاری تاریک از نمایش خفقان و استبداد پرداختند. تاثیر پذیرفته از جلال آل احمد، هانیبال الخاص در دوران پهلوی نیز مخالفت خود را با حکومت و هنر وارداتی در کارها و نمایش‌های اعتراضیش نشان می‌داد. در دوران انقلاب نیز، تعدادی از هنرجویان دانشکده هنرهای زیبا به صف مخالفان پیوستند و پس از انقلاب، پایه‌های جریانی هنری را ریختند که «هنر انقلابی–اسلامی» خوانده می‌شد. نخستین نمایشگاه این گروه از هنرمندان در زیرزمین حسینیه ارشاد در تهران برگزار شد. پس از تهران، بانی این نمایشگاه که دانشکده هنرهای زیبا بود آن را در شهرهای دیگر ایران به نمایش گذاشت. در بهار ۱۳۵۸ نیز نمایشگاه بزرگتری از آثار ایشان در موزه هنرهای معاصر تهران به نمایش گذاشته شد.

## دهه ۱۳۶۰
پس از نمایش موفق ایشان در حسینیه ارشاد، در ۱۳۶۰ گروهی از هنرمندان سازمان «حوزه اندیشه و هنر اسلامی» را پایه‌گذاری کردند که بعدها زیر مجموعه حوزه هنری سازمان تبلیغات اسلامی شد و وظیفه اصلیش پشتیبانی از هنر انقلابی و «متعهد» بود.
با آغاز جنگ ایران و عراق در شهریور ۱۳۵۹، هنرمندانی که پیشتر در انقلاب شرکت داشتند جذب دستگاه هنری–تبلیغاتی جنگ شدند؛ کسانی چون حمید قدیریان، علی وزیریان ثانی، مصطفی ندرلو، ناصر پلنگی، حبیب‌الله صادقی، کاظم چلیپا، حسین خسروجردی، و ایرج اسکندری که اغلب با نام «هنرمندان انقلابی» شناخته می‌شوند. از میان این افراد، تعدادی همچون چلیپا، صادقی، و خسروجردی بعدها عضو مراکز هنری حکومتی شدند و به مقام‌های دولتی دست یافتند.
دو هدف هنر انقلابی–جنگی در این دوره، تلاش برای همراه کردن مردم با رویدادهای جبهه‌های جنگ و دعوت از آنان برای حضور در این جبهه‌ها، و نیز نمایش نمادین باورهایی همچون شهادت بود که به جبهه‌های جنگ زیبایی می‌بخشیدند. با بهره‌گیری از عناصر خیالی و ماورایی، هنرمندان انقلابی کوشیدند تا مفهوم‌های مبارزه  را بدون وارد شدن به روایت مستقیم از نبردهای جنگ و نشان دادن صحنه‌های خونین، به شکل روایی و نمادین به تصویر بکشند. به این ترتیب دیوارهای شهرها پر از تصاویر بزرگ شهیدان و قهرمانانی شد که میان مردم زندگی می‌کردند، بی‌آنکه روایتی دردناک و اندوه‌بار از مرگ آنان به‌دست دهند؛ رویدادی که به باور آیدین آغداشلو، در نوع خود در تاریخ هنر بی‌نظیر بوده است.

## دهه ۱۳۷۰
پس از پایان جنگ در ۱۳۶۷ و با آغاز دوران سازندگی در دو دوره ریاست‌جمهوری اکبر هاشمی رفسنجانی، تصاویر از جانبازان جنگ بر بسیاری از دیوارهای ایران نقش بستند. همچنین، آثار انقلابی و به‌ویژه دوران جنگ در موزه آثار شهدا به نمایش گذاشته شدند.
همچنین عده‌ای از هنرمندان ایرانی به مرور خاطرات تلخ خود از روزهای جنگ و تخریب پرداختند. خسرو حسن‌زاده روایتی هولناک از جنگ دارد و به بی‌معنا بودن رویدادی می‌پردازد که در آن دوستان با کفنی سفید باز می‌گردند و هویتشان به ارواحی سفیدرنگ تقلیل می‌یابد. در مجموعهٔ جنگ خود، حسن‌زاده کلاهخودهای جنگی تیرخورده و سوراخ‌شده‌ای را به تصویر می‌کشد و با معنی‌زدایی در ذهن بیننده، مؤثر بودن آن ابزارها را در جنگی خانمان‌برانداز زیر سؤال می‌برد. شادی قدیریان در نیل، نیل به تجربهٔ نامعمول اختلاط جنگ و زندگی عادی اشاره می‌کند. در یکی از عکس‌هایش، نارنجکی در ظرفی میوه کنار میوه‌های دیگر قرار گرفته؛ تصویری به‌ظاهر آرام و عادی که بیننده را به فضای دلهره‌آور ورود جنگ به زندگی می‌کشاند. نیوشا توکلیان نیز در مجموعه عکس‌های تأثیرگذار خود، مادران شهدا، به سراغ مادران عزاداری می‌رود که پس از گذشت سال‌ها از جنگ، هنوز در غم از دست دادن فرزندان خود هستند و نمایشگر زنده‌ای از میراث خشن جنگ.

## نقد هنر نوگرا
تعدادی از هنرمندان انقلابی و پس از انقلاب نیز به دنبال تعریف جدیدی از هنر ایرانی–اسلامی و دوری از هنر نوگرای غربی بودند. زهرا رهنورد و میرحسین موسوی، که خود از انقلابیان نامدار بودند، به تقلید از هنر نوگرای غربی تاختند و در تلاش برای ارائه نقدی اسلامی از هنر، رهنورد در مانیفستی که ۳ سال پس از انقلاب در فصلنامه هنر به چاپ رساند، «واقع‌گرایی» را نکوهید و «آیه‌گرایی» را – که بر مبنای مکاشفه و یافتن در ورای واقعیت‌ها بود – وظیفه هنرمند مسلمان دانست.